# 乔治·多尔
乔治·多尔（英語：George Dole，1885年1月30日—1928年9月6日），美国前男子摔跤运动员。他曾代表美国参加1908年夏季奥林匹克运动会摔跤比赛，获得男子自由式羽量级金牌。